# سرزده
سرزده یک مینی سریال به کارگردانی بهادر اسدی است که دوران و مشکلات جامعه را در دوران قرنطینه و کرونا را به تصویر میکشد.این سریال آخرین فعالیت بازیگری علی انصاریان در تلویزیون پیش از درگذشتش بود.

## خلاصه داستان
رضا و اصلان رقبای کشتی بوده و از دوستان قدیمی هستند. رضا، افسر پلیس فراجا شده و اصلان هم در کارهای خلاف فعالیت دارد. رضا در ۴ سال قبل موفق می‌شود که اصلان را دستگیر کند. اصلان اکنون از زندان آزاد شده‌است و در شب ۱۹ ماه مبارک رمضان که شرایط کرونایی در ایران حاکم است، قصد انجام آخرین کار و توبه کردن را دارد که کارهایش خراب می‌شود. چون رد او توسط یکی از افراد رضا زده شده و رضا و اصلان دوباره روبروی هم قرار می‌گیرند.

## بازیگران
| بازیگر            | نقش          | توضیحات                |
| ----------------- | ------------ | ---------------------- |
| بهرنگ علوی        | اصلان        | دوست رضا               |
| علی انصاریان      | رضا نایب     | فرمانده واحد ویژه پلیس |
| نسیم ادبی         | روح انگیز    | نامادری اصلان و ارس    |
| رحیم نوروزی       | ستار         | دوست اصلان             |
| رامبد شکرابی      | آرش          | افسر پلیس              |
| رویا میرعلمی      | ایران        | همسر رضا نایب          |
| مریم مومن         | پریناز       |                        |
| کیمیا خلج         | بشری نایب    | خواهر رضا نایب         |
| کوروش رحمانی      | حنیف         | افسر پلیس              |
| بهادر اورعی       | ارس          | برادر اصلان            |
| یاشار هاشم زاده   | امیرعلی سپهر | شوهر بشری (افسر پلیس)  |
| علیرضا ضیاچمنی    | شهابی        | جواهر فروش             |
| امیر محاسبتی      | شاپور قرقی   |                        |
| احمدرضا آخوندزاده | حمید سرابی   |                        |
| نیکادل یاحقی      | آیه سپهر     | دختر امیر علی سپهر     |
| امیرحسین رحیمی    | نگهبان پاساژ |                        |